# Migneauxia crassiuscula
Migneauxia crassiuscula is een keversoort uit de familie schimmelkevers (Latridiidae). De wetenschappelijke naam van de soort werd in 1850 gepubliceerd door Charles Nicolas Aubé.